# Football Club Lugano 1995-1996
Questa voce raccoglie le informazioni riguardanti il Football Club Lugano nelle competizioni ufficiali della stagione 1995-1996.

## Rosa
Aggiornata al 6 agosto 2017
| N. |                     | Ruolo | Calciatore            |
| -- | ------------------- | ----- | --------------------- |
|    | Svizzera (bandiera) | P     | Philipp Walker        |
|    | Svizzera (bandiera) | P     | Rossano Romagna       |
|    | Svizzera (bandiera) | D     | René Morf             |
|    | Svizzera (bandiera) | D     | Daniele Penzavalli    |
|    | Brasile (bandiera)  | D     | Mauro Galvão          |
|    | Italia (bandiera)   | D     | Antonio Modica        |
|    | Cile (bandiera)     | D     | José Eduardo Carrasco |
|    | Svezia (bandiera)   | D     | Patrick Englund       |
|    | Svizzera (bandiera) | D     | William Fornera       |
|    | Svizzera (bandiera) | D     | Matteo Vanetta        |
|    | Polonia (bandiera)  | D     | Tomasz Rząsa          |
|    | Svizzera (bandiera) | C     | Marc Fiechter         |
|    | Svizzera (bandiera) | C     | Yvan Gentizon         |

| N. |                         | Ruolo | Calciatore             |
| -- | ----------------------- | ----- | ---------------------- |
|    | Svizzera (bandiera)     | C     | Maurizio Ramondetta    |
|    | Svizzera (bandiera)     | C     | Sebastiano Belloni     |
|    | Italia (bandiera)       | C     | Luca Fusi              |
|    | Svizzera (bandiera)     | C     | Yane Bugnard           |
|    | Danimarca (bandiera)    | C     | Christian Flindt Bjerg |
|    | Svizzera (bandiera)     | C     | Antonio Esposito       |
|    | Svizzera (bandiera)     | C     | Joël Magnin            |
|    | Svizzera (bandiera)     | C     | Christian Colombo      |
|    | Russia (bandiera)       | C     | Igor' Šalimov          |
|    | Svizzera (bandiera)     | A     | Giuseppe Manfreda      |
|    | Croazia (bandiera)      | A     | Tomislav Erceg         |
|    | Sierra Leone (bandiera) | A     | Mohamed Kallon         |

## Risultati

### Coppa UEFA

#### Secondo turno preliminare
| Esch-sur-Alzette 08 agosto 1995, ore 19:30 CEST Andata | Jeunesse Esch | 0 – 0 | Lugano | Stade de la Frontière (1700 spett.) |

| Lugano 23 agosto 1995, ore 20:30 CEST Ritorno                      | Lugano    | 4 – 0 | Jeunesse Esch | Stadio Cornaredo (4 200 spett.) |
| \| \| \| \| \| Erceg 18’, 45’, 54’ Esposito 35’ \| Marcatori \| \| |           |       |               |                                 |
|                                                                    |           |       |               |                                 |
| Erceg 18’, 45’, 54’ Esposito 35’                                   | Marcatori |       |               |                                 |

#### Fase a eliminazione diretta
| Lugano 12 settembre 1995, ore 19:30 CEST Trentaduesimi di finale, andata | Lugano    | 1 – 1              | Inter | Stadio di Cornaredo (12 300 spett.) |
| \| \| \| \| \| Carrasco 67’ \| Marcatori \| 13’ Roberto Carlos \|        |           |                    |       |                                     |
|                                                                          |           |                    |       |                                     |
| Carrasco 67’                                                             | Marcatori | 13’ Roberto Carlos |       |                                     |

| Milano 26 settembre 1995, ore 20:30 CEST Trentaduesimi di finale, ritorno | Inter     | 0 – 1        | Lugano | Stadio Giuseppe Meazza (15 955 spett.) |
| \| \| \| \| \| \| Marcatori \| 85’ Carrasco \|                            |           |              |        |                                        |
|                                                                           |           |              |        |                                        |
|                                                                           | Marcatori | 85’ Carrasco |        |                                        |

| Lugano 17 ottobre 1995, ore 19:30 CEST Sedicesimi di finale, andata  | Lugano    | 1 – 2                  | Slavia Praga | Stadio di Cornaredo (8000 spett.) |
| \| \| \| \| \| Šalimov 84’ \| Marcatori \| 20’ Vágner 25’ Pěnička \| |           |                        |              |                                   |
|                                                                      |           |                        |              |                                   |
| Šalimov 84’                                                          | Marcatori | 20’ Vágner 25’ Pěnička |              |                                   |

| Praga 31 ottobre 1995, ore 20:30 CEST Sedicesimi di finale, ritorno | Slavia Praga | 1 – 0 | Lugano | Fortuna Arena (8 821 spett.) |
| \| \| \| \| \| Šmicer 61’ \| Marcatori \| \|                        |              |       |        |                              |
|                                                                     |              |       |        |                              |
| Šmicer 61’                                                          | Marcatori    |       |        |                              |